# Шахматная федерация СССР

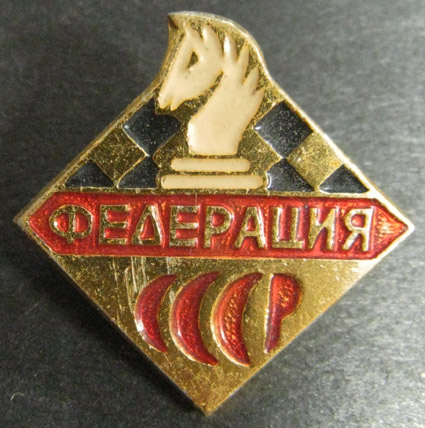
Значок Шахматной федерации СССР

«Ша́хматная федера́ция СССР» — общественная организация шахмат (спортивная федерация) при Госкомспорте СССР, существовавшая в 1924—1992 годах. Объединяла на добровольных началах шахматистов, тренеров и судей по шахматам. Совместно с Управлением шахмат и шашек Госкомспорта СССР руководила шахматным движением в СССР, представляла советских шахматистов в Международной шахматной федерации (ФИДЕ).
Печатный орган федерации — журнал «Шахматы в СССР».

## История
В 1924 году на III Всесоюзном шахматном съезде в Москве был упразднён Всероссийский шахматный союз и при Высшем совете физической культуры (ВСФК) при ВЦИК была создана Всесоюзная шахматно-шашечная секция — прообраз будущей Шахматной федерации СССР, которая занималась развитием шахмат в РСФСР. С тех пор советское шахматное движение связано с деятельностью советов физкультуры. Шахматы получили государственную поддержку и широкие возможности для развития. Несмотря на создание секции, в стране фактически не было органа, который занимался бы развитием шахмат во всесоюзном масштабе; в каждой республике действовали свои ВСФК.
В 1927  году в Москве состоялся пленум шахматных секций союзных республик, который принял решение о создании Совета шахматных секций СССР, временно действующего при ВСФК, но обладавшего всесоюзными полномочиями.
В 1930 году был создан ВСФК при ЦИК СССР и шахматно-шашечная секция стала действовать при нём.
В 1951 году шашисты выделились из Всесоюзной шахматно-шашечной секции, создав свою отдельную секцию.
В августе 1959 года Всесоюзная секция была преобразована в Шахматную федерацию СССР при Комитете по физической культуре и спорту при Совете Министров СССР.
Активная организаторская деятельность Всесоюзной шахматно-шашечной секции (до 1938 года её председателем был Н. В. Крыленко), а затем (с 1959 года) Шахматной федерации СССР, способствовала популяризации шахмат в стране, превращению их в массовый вид спорта. Возросло мастерство советских шахматистов, возникла советская шахматная школа, занявшая ведущее положение в шахматном мире.
Высшим органом Шахматной федерации СССР являлся её Совет, в состав которого входили представители республиканских федераций, Москвы и Ленинграда, Всесоюзного добровольного физкультурно-спортивного общества профсоюзов (ВДФСО), спортивных клубов Советской Армии и «Динамо», комсомольских организаций, средств массовой информации, сотрудников Госкомспорта СССР. Совет избирался сроком на 4 года, пленарные заседания проводились один раз в 2 года. Совет Шахматной федерации СССР избирался открытым голосованием Президиума — исполнительного органа Совета, который руководил работой федерации в промежутке между пленумами. Президиум избирался сроком на 4 года. Он состоял из председателя, 3 заместителей председателя, ответственного секретаря и членов президиума. Президиум собирался один раз в месяц и не реже одного раза в 2 года, отчитывался перед Советом федерации.
В целях широкого привлечения общественного актива и лучшей организации работы Президиум федерации образовал тренерский совет, высшую квалификационную комиссию, всесоюзную коллегию судей; комиссии: молодёжную, женскую, по пропаганде и печати, по массовому развитию шахмат, по этике, по шахматной композиции; Совет заочных соревнований. Президиум федерации имел право создавать по мере необходимости другие постоянные или временные комиссии.
В 1992 году Шахматная федерация СССР была распущена, её правопреемником стала Российская шахматная федерация.

## Руководство
Деятельность Всесоюзной шахматно-шашечной секции и Шахматной федерации СССР возглавляли:
- Н. В. Крыленко (1924—1938),
- М. М. Ботвинник (1938—1939) (и. о.),
- В. Е. Герман (1939—1941 и 1945—1947),
- Б. С. Вайнштейн (1942—1945),
- В. П. Виноградов (1947—1949, 1952—1954 и 1961—1962),
- М. А. Харламов (1949—1952),
- В. А. Алаторцев (1954—1961),
- Б. Е. Родионов (1962—1968),
- А. К. Серов (1968—1969),
- Д. В. Постников (1969—1972),
- Ю. Л. Авербах (1972—1977),
- В. И. Севастьянов (1977—1986 и 1988—1989),
- А. Д. Чикваидзе (1986—1988),
- В. И. Попов (с 1989).